# Episolder
Episolder finitimus  es una especie de araña araneomorfa de la familia Linyphiidae. Es el único miembro del género monotípico Episolder.

## Distribución
Se encuentra en  Rusia en la República Tuvá.